# Svetlana Petratchina
Svetlana Petratchina –en ruso, Светлана Петрашина– es una deportista rusa que compitió en natación sincronizada. Ganó una medalla de oro en el Campeonato Mundial de Natación de 2001, en la prueba de equipo.

## Palmarés internacional
| Campeonato Mundial | Campeonato Mundial | Campeonato Mundial | Campeonato Mundial |
| Año                | Lugar              | Medalla            | Prueba             |
| ------------------ | ------------------ | ------------------ | ------------------ |
| 2001               | Fukuoka (Japón)    | Medalla de oro     | Equipo             |